# 徐子苓
徐子苓（?—?），字叔伟，号毅甫，晚自署南阳子、默道人。合肥人。
早年師從刘庄年。道光十五年举人，屢试不第，后以卖文为生。晚年官和州学正。徐子苓与王尚辰、朱景昭并称“三怪”。著有《敦艮吉斋文存》。